# Талдыколь (Камыстинский район)
Талдыколь (каз. Талдыкөл) — село в Камыстинском районе Костанайской области Казахстана. Административный центр и единственный населённый пункт Талдыкольского сельского округа. Находится примерно в 65 км к югу от районного центра, села Камысты. Код КАТО — 394867100.
Вблизи села расположены озёра Талдыколь и Кулыколь, входящие в Кулыколь-Талдыкольскую систему озёр.

## Население
В 1999 году население села составляло 613 человек (315 мужчин и 298 женщин). По данным переписи 2009 года, в селе проживало 415 человек (208 мужчин и 207 женщин).